# Pave Anterus
Pave Anterus var pave fra 21. november 235 til sin død 3. januar 236. Man ved meget lidt om Anterus blandt andet på grund af hans meget korte pavetid. Han afløste pave Pontian, der sammen med modpave Hippolytus blev deporteret fra Rom til Sardinien.
Der er ringe sandsynlighed for, at Anterus led martyrdøden, som det er blevet hævdet. Han blev begravet i pavekrypten i Calixtus-katakomberne i Rom og blev senere kåret som helgen.
1. ↑  Navnet er anført på bokmål og stammer fra Wikidata hvor navnet endnu ikke findes på dansk.